# 11816 Vasile
A 11816 Vasile (ideiglenes jelöléssel (11816) 1981 EX32) a Naprendszer kisbolygóövében található aszteroida. Schelte J. Bus fedezte fel 1981. március 1-jén.

## Kapcsolódó szócikk
- Kisbolygók listája (11501–12000)